# Diastylis sympterygiae
Diastylis sympterygiae är en kräftdjursart som beskrevs av Mihai Bacescu och Lima de Quieroz 1985. Diastylis sympterygiae ingår i släktet Diastylis och familjen Diastylidae. Inga underarter finns listade i Catalogue of Life.